# 中華民國軍政府鄂軍都督府
中华民国军政府鄂军都督府是武昌起义成功后1911年10月11日于湖北武昌成立的。中华民国军政府鄂军都督府既是中华民国第一个省级军政府，也是歷史上最早以「中華民國」為國號的政權，同时代行中央军政府的职责，在此后近二个多月中实际上扮演了中华民国军政府的角色。

## 成立前的籌畫
早在武昌起义前，同盟会会员刘复基在召集各标营代表讨论起义计划时，就拟定了起义后的临时政府组织及其主要成员，原定的政府组织设八个部：总理部总理刘公，军务部正长孙武，副长蒋翊武、高尚志；参议部正长蔡济民，副长徐达明；内务部正长杨时杰，副长杨玉如；外交部正长宋教仁，副长居正、刘复基；理财部正长李春萱，副长张振武；调查部正长邓玉麟，副长彭楚藩；交通部正长丁立中，副长王炳楚等。

## 成立背景
1911年10月10日，在中國同盟會等的領導下，革命黨人發動武昌起义，武昌、漢陽、漢口相繼光復:3。10月11日上午，革命黨人聚集閲馬場諮議局開會，着手建立湖北革命政權:3。革命黨人和起義士兵為鞏固和擴大戰果，把革命推向前進，便邀請原省諮議局議長、立憲派重要人物湯化龍和副議長張國溶、夏壽康及地方豪紳與會，並共舉黎元洪為都督，湯化龍為民政總長:3。湖北軍政府便於當天下午正式成立:3。湖北軍政府又稱鄂軍都督府，是辛亥革命第一個成立之地區政權:4。
起義軍準備筹组军政府时，革命党主要领导成员都不在武昌。起义发动者熊秉坤、吴兆麟、蔡济民等自以为资望浅，难以服众。黎元洪原為湖北新軍第二十一混成协协统，激烈反對革命，起義之初曾手刃革命士兵:3。革命黨人沒有認識到自己掌權之重要，加上立憲派湯化龍等為以後便於謀利而極力主張舊派人物掌權，遂推舉黎元洪為都督:3-4。改湖北省諮議局大楼为都督府，并根据孙中山编定的《革命方略》的原则精神，宣布废除清朝宣统年号，改国号为中华民国，通电全国，请即同时响应。

## 軍政府籌組架構

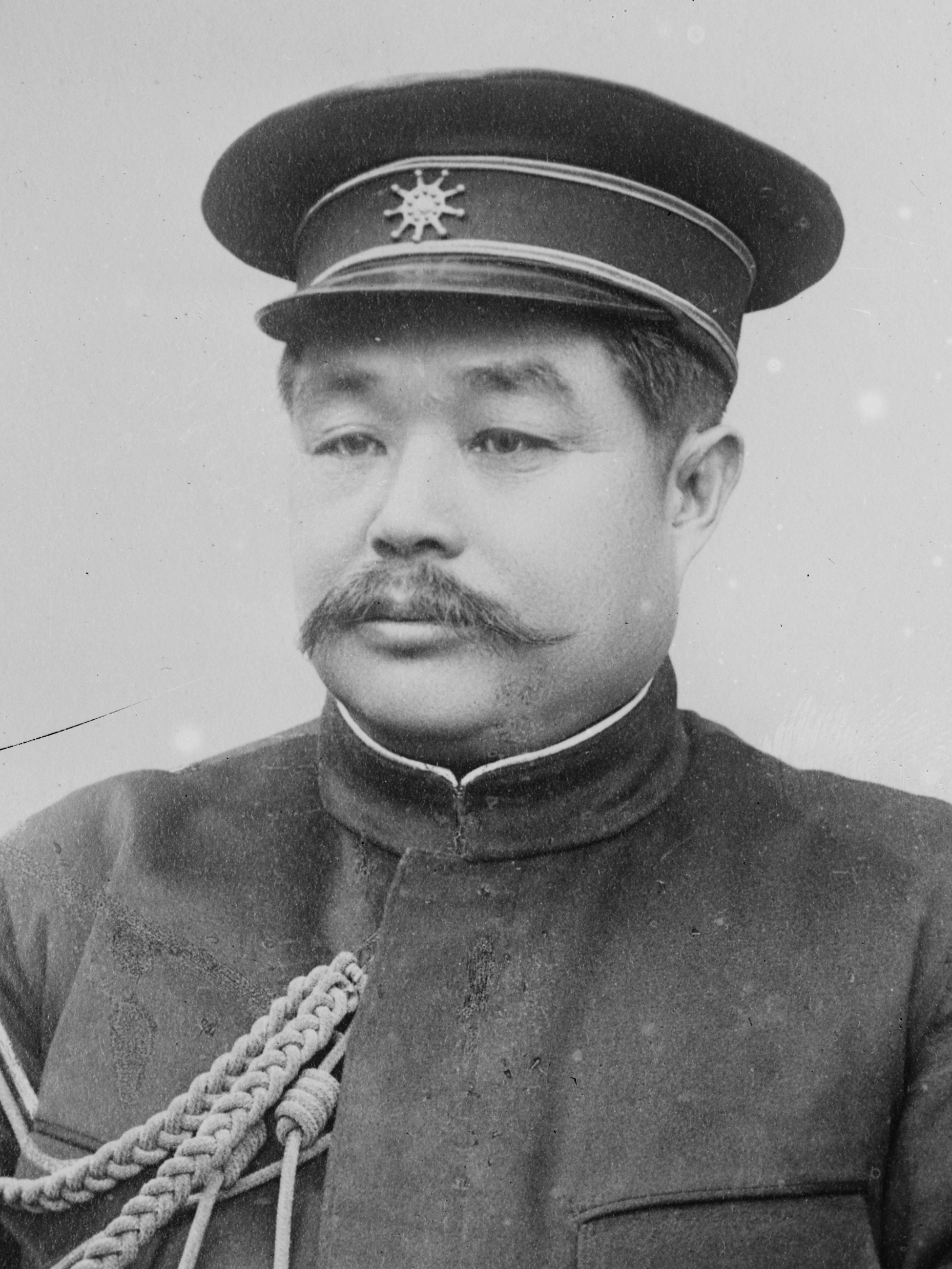
任中華民國軍政府鄂軍都督府都督时的黎元洪

1911年10月12日，革命黨谋略处（10月11日革命党设立的处理军政大事的机关）议定军政府暂设参谋、军务、政务、外交四部。謀略處成立後，作出決定：①湖北革命領導機關定名為「中華民國政府湖北都督府」，設於原湖北諮議局舊址；②改稱「中國」為「中華民國」；③以本年（1911年）為黃帝紀元4,609年；④都督暫用黎元洪名義，布告地方及通電全國；⑤革命軍旗為鐵血十八星旗；等等:4。
1911年10月14日由居正等拟订了《军政府暂行条例》，规定鄂军都督府仍设四部，但改为司令、军务、参谋、政事四部，并由汤化龙任政事部长，总揽行政大权。10月17日该条例公布。黎元洪以都督兼司令部总长；参谋部部长张景良，副部长杨开甲、吴兆麟；军务部部长孙武，副部长蔡绍忠、张振武；政事部部长汤化龙（未就任），副部长张知本，政事部下设七局（外交局（黄中恺为局长）、财政局（胡瑞霖为局长）、内务局、交通局、司法局、实业局、教育局）。各部中以军务部最为重要。
随着革命軍相繼攻克漢口、漢陽，黎元洪轉變態度，一時立憲派趨於其下:4。湯化龍起草《軍政府暫行條例》，1911年10月15日通過:4。按照《條例》規定，軍政府分開軍事權和行政權:4。軍政府設立軍令部、軍務部、參謀部、政事部:4。在軍事部下，設內務、外務、財政、交通、司法、文書、編制7局:4-5。軍令部長杜錫鈞（原清軍管帶）；軍務部長孫武（共進會會員）；參謀部長楊開甲（原清軍標統）；政事部長湯化龍（原省諮議局議長）:5。內務局局長舒禮鑒（原省諮議局議員）；外務局局長黃中愷（湯化龍同學）；財政局局長胡瑞霖（原省諮議局議員）；交通局局長馬中驥（商人，漢口憲政同志會會員）:5。
革命形势的发展，为了加强革命党人对军政府的领导，10月25日由孙武、刘公、张振武等提议修改了《军政府暂行条例》，颁布了《中华民国鄂军政府改订暂行条例》。同时调整了都督府的机构设置和组成成员，取消了包揽行政大权的政事部，改设内务、外交、理财、交通、司法、编辑等6个部，后又增设教育、实业2个部，连同原有4个部，共12个部。军令部长杜锡钧。参谋部长张影良，副部长杨玺良。军务部长孙武，副部长张振武、蔡绍忠。内务部长冯开浚，副部长周之瀚。外交部长胡瑛，副部长王正廷。理财部长陶德琨，副部长潘祖裕。司法部长张知本，副部长彭汉遗。交通部长熊继贞，副部长傅立相。编辑部长汤化龙，副部长张海若。总监部总监刘公。教育部长苏成章，副部长查光佛。实业部长李四光，副部长牟鸿勋。调整后的政府机构设置比较完善，也比较近代化，革命党人在政府组成成员中占有显著的优势。

## 軍政府目標
湖北军政府以建立民主共和制度为根本目标。1911年10月11日鄂军政府议决的第一个文件中明确规定，称中国为“中华民国”，“政体为五族共和”，“国旗为五色，以红黄蓝白黑代表汉满蒙回藏为一家”。以“建立共和国”号召人民投入革命。

## 過渡軍政府
湖北军政府为南京临时政府的建立作思想舆论上和组织上的准备。湖北军政府最先倡议组织临时政府。武昌起义后，各地响应，至11月初，湘、陕、晋、赣、沪、苏、浙、桂、粤、皖、闽、滇、黔、川等省次第独立。湖北军政府为联络声势，认为有必要建立一个全国性的指挥机关。于是，11月7日，黎元洪致电独立各省，征询组织临时政府的意见，9日，黎元洪再次通电各省都督府，请迅速派代表到武汉，商议组织临时政府问题。

## 影響與意義
湖北軍政府之成立樹立資產階級民主共和旗幟，推進辛亥革命向全國發展:4。當時的武昌作为首义之地，革命党人云集，成了全国革命的政治军事中心，被各省都督府公认为起义首都。湖北军政府的创建不仅为各独立省所效法，而且其在全国的领导地位也受到各省都督府的公认与拥护。11月20日，各省代表公認湖北军政府为代行中央政務的機關:4。
湖北军政府一直以建立民主共和制度为根本目标，這一點對整個中華民國後來的發展影響深遠。
湖北军政府为南京临时政府的建立作思想舆论上和组织上的准备。
湖北军政府通过颁布的《中华民国鄂州约法》是中国历史上第一部以立法、行政、司法三权分立为原则的政权根本法。它进一步明确规定，“中华鄂州人民，以已取得之鄂州土地为境域，组织鄂州政府统治之”。“凡具有鄂州政府法定之资格者，皆为鄂州人民。”“人民一律平等”，享有选举与被选举、言论、著作刊行并集会结社、通讯、信教、居住迁徙、保有财产、营业等自由权利，“人民自由保有身体，非依法律所定，不得逮捕审问处罚”、“保有家宅，非依法律不得侵入搜索”等。这些规定说明，国家由人民主宰，“自由、平等”得到了肯定，并且加以法典化，否定了封建君主专制制度。
在政体方面，《鄂州约法》规定，“鄂州政府，以都督及其任命的政务委员，与议会、法司构成之”。都督由人民选举，任期三年，续选连任一次为限。“都督代表鄂州政府，总揽政务”。有“公布法律”、“宣战媾和”、“统率水陆军队”，依法任命文武职员，宣布戒严、大赦、特赦之权；议会由人民于人民中选举议员组织之。有制定法律、议定条约和预算决算、质询政务委员与弹劾违法失职的政务委员等职权；法司由都督任命之法官组成，依法审判民事诉讼与刑事诉讼。法官除依法受刑罚宣告或应免职的惩戒宣告外，不得免职。
湖北军政府为作为国家元首的临时大总统的选举产生作了必要的准备。该军政府从建立开始就以孙中山的革命理论、纲领为依据发布公告，而且认孙中山为领袖，並且认为，临时大总统非孫中山莫属。早在10月12日，军政府即电上海，促黄兴、居正、宋教仁等赴鄂，并请转电孙中山从速回国，主持大计。
《中华民国临时政府组织大纲》通过后，各省代表会移至南京举行临时大总统选举组织政府。14日，已抵南京的14省代表集会于劝业场，决定16日举行临时大总统选举会。15日，黎元洪以议和未决为由，致电南京推迟选举。于是，各省代表会通电全国，“现因特别事故，暂延时日”．25日，孙中山自海外回到上海，深得人民信仰，众望所归。29日，各省代表选举临时大总统，孙中山以16票当选为中华民国第一任临时大总统。1月3日，各省代表又选举黎元洪为临时副总统。1912年1月28日，参议院正式成立。以湖北军政府为首组织的各省代表会在中华民国临时政府建立过程中起到了重要的领导作用。

## 作為
湖北军政府陆续制订发布了一系列有益的对内对外政策。10月12日，发布了《宣布满清政府罪状檄》、《布告全国电》、《电告汉族同胞之为满洲将士者》、《布告海内人士电》、《致满清政府电》等，在这些文告中揭露了清政府镇压人民，行同虎狼，厘金杂税，搜括民膏等八大罪状。为维护和发展工商业起见，还发布了安民和免税等公告，抨击清朝苛政，豁免恶税。宣布除盐、酒、烟、糖、土膏各税捐外，所有统捐局卡一律永远裁撒；除海关外，所有税关，一律永远裁撤；本年以前积欠丁漕，各项杂捐，概行豁免。

## 屠杀
路透社记者14日来到武昌，见到处都是满人尸体，估計有约800人被杀。湖北军13日攻入城内后进行血腥屠杀，来自汉口的11名外国领事出面与军方干涉，次日才停止血腥杀戮。

## 旧址
中华民国军政府鄂军都督府大樓原为宣统元年（1909年）所建的“湖北省咨议局”大楼。1911年10月10日，武昌起义，革命黨即在此楼组建成革命军政府，发布了第一号布告，并向全国各省发出通电，号召各地举行武装起义。现在为辛亥革命武昌起义纪念馆，又称“红楼”。

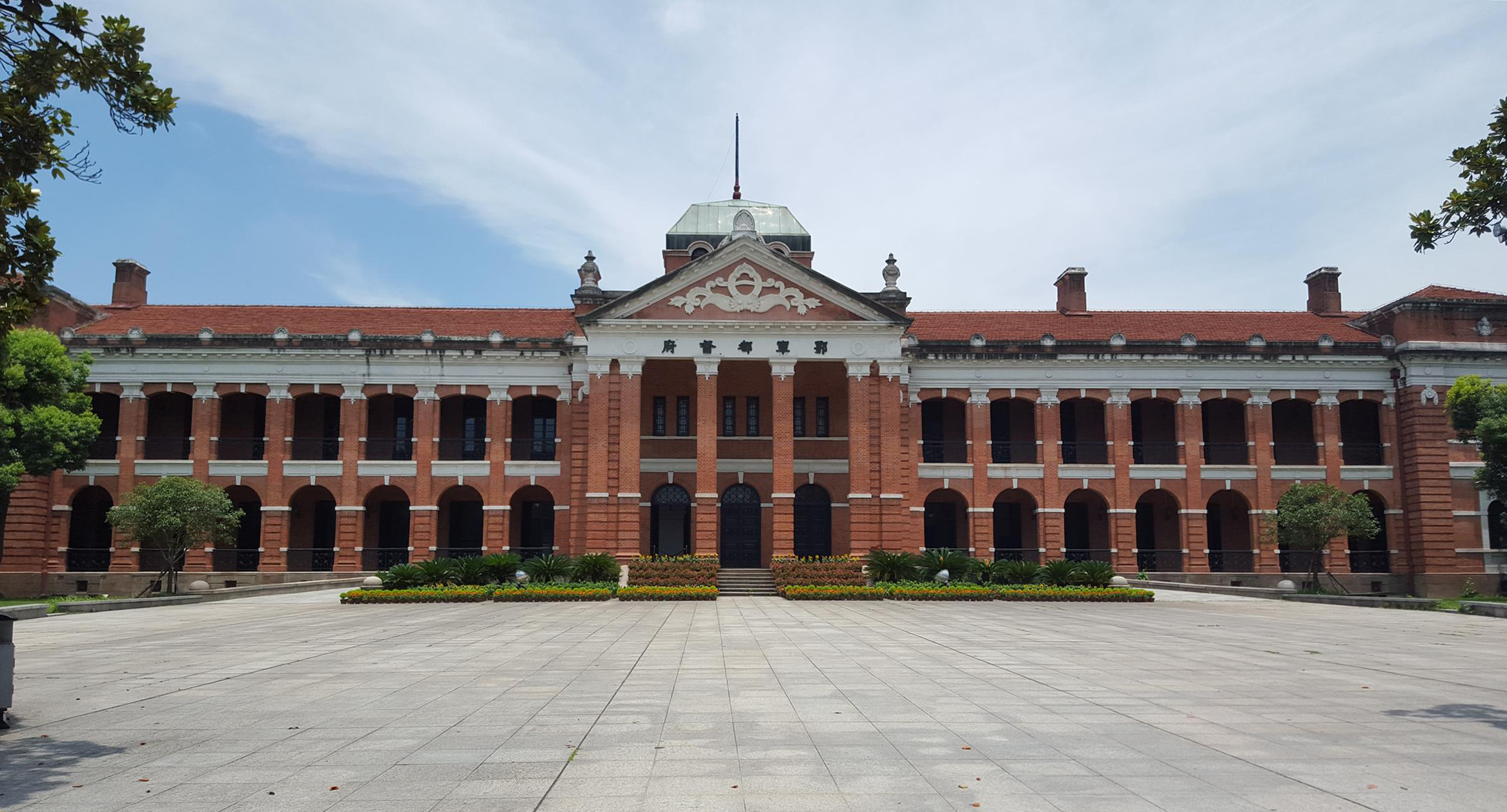
鄂军都督府

## 外部連結
- 怎樣評價湖北軍政府